# Das Tier (Nikolai Leskow)

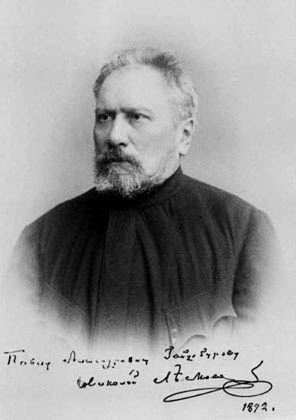
Nikolai Leskow im Jahr 1872

Das Tier (russisch Зверь, Swer) ist eine Weihnachtsgeschichte des russischen Schriftstellers Nikolai Leskow, die 1883 in der Weihnachtsbeilage der Moskauer A.-Gatzuk-Zeitung – einem liberalen illustrierten Wochenblatt für Politik, Literatur, Kunst und Gewerbe – erschien.

## Inhalt
Der Erzählung vorangestellt ist ein Zitat des Mönches Seraphim von Sarow: „Auch die Tiere vernahmen das heilige Wort“.
Die Mutter des zur erzählten Zeit fünfjährigen Ich-Erzählers reiste in der Vorweihnachtszeit zu dem im fernen Jelez dienstlich unabkömmlichen Vater, einem Untersuchungsrichter und brachte den Kleinen zuvor bei ihrer Schwester auf einem Gut im Landkreis Orjol unter. Der Onkel, ein bösartiger, grausamer Gutsbesitzer, ließ gelegentlich in der nahegelegenen Waldwildnis einen jungen Bären fangen und von dem 25-jährigen Jäger und Bärenführer Chraposchka – auch Chrapon oder Ferapont – abrichten.
Zu der Zeit wurde auf dem Gut ein geschickter Bär namens Sganarel gehalten. Nach fünf Jahren Dressur konnte Sganarel an der Seite Chraposchkas mühelos auf den Hinterbeinen daherlaufen, die Trommel schlagen, am Stock gehen, einen schweren Sack zur Mühle schleppen und sich eine Mütze mit Pfauenfeder aufsetzen. All die Jahre hatte sich der Bär nichts zu Schulden kommen lassen. Und nun, vor Weihnachten, war eins zum anderen gekommen. Zunächst hatte Sganarel einer Gans den Flügel lädiert, dann mit einem Prankenhieb einem Fohlen das Rückgrat zerschmettert und zu allem Überfluss einen blinden Greis im Schnee malträtiert. Chraposchka musste daher auf Geheiß des Gutsherrn Sganarel in die Bärengrube locken. Zu Weihnachten sollte der Bär als Nachmittagsunterhaltung von Hunden gehetzt und schließlich von zwei Jägern erschossen werden. Der hartherzige Gutsherr hatte Chraposchka befohlen, als erster auf Sganarel zu schießen.
Dem Bären, von Chraposchka an jenem Nachmittag aus der Bärengrube gescheucht, gelingt die Flucht in die tiefverschneite Waldwildnis. In der zeitig hereinbrechenden Abenddämmerung ist eine Jagd unmöglich.
Chraposchka hatte weder auf Sganarel geschossen noch dem Tier das Jagdmesser in die Brust gestoßen. Der Gutsherr – unter dem Eindruck des Chorals Christ ist geboren – vergibt am darauffolgenden Morgen überraschenderweise seinem Untergebenen und entlässt ihn aus der Knechtschaft. Sganarel wird nicht mehr verfolgt.
Chraposchka bleibt auf dem Gut und beerdigt nach Jahren seinen Herrn auf dem Moskauer Wagankowoer Friedhof. Bis zu seinem Ende hatte der Gutsherr Chraposchka spaßeshalber den Tierbändiger genannt.

## Rezeption
Reißner schreibt 1971: Der Text ist ein Stück Autobiographie. Leskow verbrachte einige Zeit seiner Kindheit auf dem Gut seines Onkels Strachow. Während die plötzliche charakterliche Wandlung des Gutsherrn unter Einfluss des Weihnachtsliedes dem Genre Weihnachtsgeschichte geschuldet ist und kaum überzeugen kann, ist die Darstellung der Freundschaft Mensch – Bär (also Chraposchka – Sganarel) gelungen.

## Deutschsprachige Ausgaben
- Das Tier. Deutsch von Ruth Hanschmann. S. 271–299 in Nikolai Leskow: Der Weg aus dem Dunkel. Erzählungen. 467 Seiten. Dieterich’sche Verlagsbuchhandlung, Leipzig 1972 (Sammlung Dieterich Bd. 142, 3. Aufl.)
- Das Tier. Aus dem Russischen übertragen von Ruth Fritze-Hanschmann. S. 141–164 in: Nikolai Leskow: Das Schreckgespenst. Erzählungen. Mit Buchschmuck von Heinrich Vogeler. 272 Seiten. Gustav Kiepenheuer Verlag, Leipzig und Weimar 1982 (1. Aufl., Reihe: Die Bücherkiepe)

Verwendete Ausgabe:
- Das Tier. Deutsch von Wilhelm Plackmeyer. S. 194–217 in Eberhard Reißner (Hrsg.): Nikolai Leskow: Gesammelte Werke in Einzelbänden. Der Gaukler Pamphalon. 616 Seiten. Rütten & Loening, Berlin 1971 (1. Aufl.)